# Sós Antal
Sós Antal (Nagyszarva, 1896  – Pusztasomorja, 1975) csallóközi és szigetközi pásztor, dudás.

## Jelentősége
A pásztorkultúrához hozzátartozott a pásztorhangszerek ismerete. A tülköt jelzőhangszerként, a furulyát és dudát pedig önmaguk és a közösség szórakoztatására használták. Ugyancsak a csallóközi pászotrkultúra része a díszítőművészet. Tudunk díszes ostornyelekről, pipaszárakról, tükörről, borotvásdobozról, sótartóról, faragott botról. A faluközösségban betöltött, különálló szerepük és a természettel tartott állandó kapcsolatuk folytán egy sajátos világképet is megőriztek. Az e családokban öröklött kép erős hatást gyakorolt a magyar kultúrára.
Apámtól tudom, hogy a világ ollan mint egy cethal. Az úszik a nagy tengeren, osztán a fődet viszi a hátán. Ammeg ollan, mint egy nagy cipó a hátán. Amikor meg fődrengés van, aszonta, ammeg attul van, mer a cethal megrázza a hátát.